# Плоняви-Кольонія
Плоняви-Кольонія (пол. Płoniawy-Kolonia) — село в Польщі, у гміні Плоняви-Брамура Маковського повіту Мазовецького воєводства.
Населення — 88 осіб (2011).
У 1975-1998 роках село належало до Остроленцького воєводства.

## Демографія
Демографічна структура станом на 31 березня 2011 року:
|          | Загалом | Допрацездатний вік | Працездатний вік | Постпрацездатний вік |
| -------- | ------- | ------------------ | ---------------- | -------------------- |
| Чоловіки | 39      | 12                 | 24               | 3                    |
| Жінки    | 49      | 18                 | 19               | 12                   |
| Разом    | 88      | 30                 | 43               | 15                   |